# Christian Ludewig Theodor Winkelmann
Christian Ludewig Theodor Winkelmann, auch Winckelmann (* 3. November 1812 in Braunschweig; † 7. Februar 1875 ebenda), war ein deutscher Klavierfabrikant.

## Leben
Winkelmann war Sohn eines Tischlermeisters. Er hatte zunächst bei dem Geigenbauer Carl Rautmann in Wolfenbüttel (s. Rautmann Geigenbau) gearbeitet und gründete 1837 eine Klavierbaumanufaktur in Braunschweig. Zunächst wurden im Haus am Wollmarkt 3 Tafelklaviere gefertigt, später kam die Produktion von Flügeln hinzu. In diese Fabrikation stieg 1851 auf Vermittlung Henry Litolffs der Wiener Klavierfabrikant Friedrich Zeitter als Teilhaber ein, der einige Neuerungen wie Rahmen aus Eisen einführte. Dadurch konnte die Produktion auf 60 bis 80 Instrumente pro Jahr erhöht werden. Das Unternehmen firmierte unter Zeitter & Winkelmann und war eine der bedeutendsten Klavierfabriken Norddeutschlands. 1860 wurde Winkelmann zum Herzoglichen Hof-Pianofortelieferanten ernannt.
Winkelmanns Sohn Hermann und sein Enkel Hans Winckelmann  wurden Opernsänger.
Seit September 2018 erinnert eine Persönlichkeitstafel in Braunschweig an Christian Theodor Winkelmann, den Gründer der ältesten Braunschweiger Klavierbaufirma.